# Santa Quitéria do Maranhão
Santa Quitéria do Maranhão este un oraș în unitatea federativă Maranhão (MA), Brazilia.